# Intégron
Un intégron est une séquence d'ADN présente chez certaines bactéries, principalement chez les Gram négatives, constituant un système naturel de capture, d'expression et de dissémination de gènes, leur permettant ainsi de répondre à un stress environnemental. Les intégrons sont notamment impliqués dans la multi-résistance des bactéries aux antibiotiques et à certains biocides. 
On a récemment montré par des analyses génétiques que les intégrons cliniques de classe 1 sont tous issus d'un même ancêtre (récent) ; Grâce aux propriétés très particulières de leurs composants ADN, et grâce aux transposons - dans le contexte de la mondialisation - ils se sont rapidement et facilement propagés dans le monde : d'une bactérie à d'autres ; d'hôtes vertébrés à d'autres et d'un pays ou continent à d'autres. Les circonstances et moyens de cette dissémination rappellent fortement le cas des espèces invasives.
En tant que puissants altéragènes biologiques, on peut les considérer comme agents mutagènes, et en raison de leur abondance croissante et de leur caractère envahissant, le Pr Michael Gillings (Pr. en évolution moléculaire au Département des sciences biologiques de l'Université Macquarie, en Australie) les classe parmi les polluants émergents devenus en quelques décennies préoccupants pour l'homme et pour les écosystèmes, en particulier les intégrons cliniques de classe 1 qui ont permis l'évolution et la dissémination de l'antibiorésistance dans le monde, via plus de 70 espèces bactériennes d'importance médicale. Parmi ces dernières, il s'agit principalement de bactéries intestinales communes chez l'homme et les animaux domestiques, souvent pathogènes, et qu'on retrouve désormais jusqu'en Antarctique. Les intégrons agissent en lien avec les transposons et avec les gènes de résistance aux métaux, aux désinfectants, biocides et antibiotiques, contribuant à la diffusion de bactéries extrémophiles qui risquent d'être de plus en plus difficiles à combattre quand elles sont ou deviendront pathogènes.

## Historique
Les intégrons ont été caractérisés en 1989 par deux chercheurs australiens : Ruth Hall et Hatch Stokes, en se basant sur des homologies dans l'organisation de différents transposons connus pour conférer des résistances aux antibiotiques (ex: Tn21). D'autres types d'intégrons ont été depuis caractérisés comme des éléments sédentaires dans les chromosomes de nombreuses bactéries environnementales. Ces derniers peuvent rassembler des centaines de gènes et ont un rôle adaptatif plus large. 
À ce jour, des centaines d'intégrons ont été caractérisés. On estime que 9 à 10 % de l'ensemble des bactéries possèdent un intégron. 
La prévalence des intégrons hébergés par des transposons et impliqués dans la dissémination des gènes de résistance aux antibiotiques est très importante au sein des isolats cliniques de bactéries Gram négatives pathogènes.

## Définition et structure
Les intégrons sont définis comme l'association entre :
- Un gène intI codant une protéine appelée intégrase. Cette enzyme appartient à la famille des recombinases spécifique de sites ; elle catalyse l'insertion et l'excision de gènes contenus dans des éléments nommés cassettes de gènes[2].
- Un site attI, adjacent au gène intI; il constitue le site d'insertion de cassettes préférentiel par l'intégrase codée par intI.
- Un promoteur Pc, orienté dans le sens inverse du gène de l'intégrase, qui permet la transcription des gènes de cassettes.

L'ensemble de ces trois éléments constitue une région bien conservée en 5', commune à tous les intégrons. Dans la très grande majorité des cas, elle est suivie en 3' d'un réseau de cassettes en tandem orientés dans le sens inverse du gène intI. Cette partie en 3' est variable d'un intégron à un autre.

## Cassettes de gènes
Les cassettes de gènes sont des éléments mobiles non-réplicatifs qui existent sous une forme libre circulaire et sous forme linéaire intégrée au sein d'un intégron. Elles sont constituées d'une (ou plus rarement, de plusieurs) séquence codante et d'un site de recombinaison attC. En revanche, la plupart des gènes de ces cassettes sont dépourvus de promoteur.

## Fonctionnement
Le maintien des cassettes nécessite qu'elles soient intégrées au sein d'un élément réplicatif (chromosome, plasmides). L'intégrase codée par l'intégron catalyse préférentiellement deux types de réaction de recombinaison : 1) attC x attC, qui résulte en l'excision de cassette, 2) attI x attC qui permet l'intégration de la cassette au site attI de l'intégron. Une fois insérée, la cassette est maintenue au cours de la division cellulaire. Les intégrations successives de cassettes de gènes aboutissent à la formation d'une série de cassettes. La cassette intégrée en dernier est alors celle qui est la plus proche du promoteur Pc, au site attI. Le mode de recombinaison catalysé par IntI implique un ADN simple brin structuré et confère au mode de reconnaissance des sites attC des caractéristiques uniques. L'intégration des cassettes de gènes au sein d'un intégron fournit également un promoteur Pc qui permet l'expression de toutes les cassettes du réseau, un peu comme dans un opéron. Le niveau d'expression du gène d'une cassette est alors fonction du nombre et de la nature des cassettes qui la précèdent. Il a été montré en 2009, Didier Mazel et son équipe, que l'expression de l'intégrase IntI était contrôlée par la réponse SOS bactérienne, couplant ainsi cet appareil adaptatif à la réponse aux stress chez les bactéries.

## Différentes classes
Les intégrons impliqués dans la résistance aux antibiotiques sont regroupées en plusieurs classes en fonction de la séquence protéique de leur intégrase. Au sein d'une classe, un intégron se caractérise par le nombre, la nature et l'ordre des cassettes qu'il contient. En ce qui concerne les intégrons chromosomiques sédentaires, le nombre de cassettes maximum se situe à ce jour autour de 200, dans les intégrons des Vibrio vulnificus. Dans les trois premières classes, les mieux définies, les gènes des cassettes codent quasiment exclusivement des résistances aux antibiotiques ou des antiseptiques, et plus de 130 cassettes différentes y ont été caractérisées, permettant de résister a toutes les classes d'antibiotiques, avec pour l'instant une seule exception : la tétracycline.

## Support
Une minorité des intégrons, ceux associés aux gènes de résistance aux antibiotiques, sont hébergés au sein de transposons (Tn21, Tn1696, etc.) eux-mêmes véhiculés par des plasmides très souvent conjugatifs ou dans des îlots génomiques (SG1 et ses dérivés chez Salmonella typhimurium). Ils profitent ainsi de la mobilité de ces éléments, ce qui explique leur large dissémination au sein des isolats bactériens cliniques. Les plateformes des intégrons chromosomiques sédentaires ont dans la plupart des cas une histoire phylogénétique identique à celle des espèces bactériennes qui les hébergent, suggérant qu'ils ont une histoire évolutive très ancienne,.